# Hatfield (Massachusetts)
Hatfield é uma vila localizada no condado de Hampshire no estado estadounidense de Massachusetts. No Censo de 2010 tinha uma população de 3.279 habitantes e uma densidade populacional de 75,2 pessoas por km².

## Geografia
Hatfield encontra-se localizado nas coordenadas 42° 23′ 38″ N, 72° 37′ 03″ O. Segundo o Departamento do Censo dos Estados Unidos, Hatfield tem uma superfície total de 43.61 km², da qual 41.2 km² correspondem a terra firme e (5.51%) 2.4 km² é água.

## Demografia
Segundo o censo de 2010, tinha 3.279 pessoas residindo em Hatfield. A densidade populacional era de 75,2 hab./km². Dos 3.279 habitantes, Hatfield estava composto pelo 97.47% brancos, o 0.67% eram afroamericanos, o 0.09% eram amerindios, o 0.52% eram asiáticos, o 0% eram insulares do Pacífico, o 0.52% eram de outras raças e o 0.73% pertenciam a duas ou mais raças. Do total da população o 1.43% eram hispanos ou latinos de qualquer raça.